# 廓爾喀峰
廓爾喀峰（英語：Gurkha Peak），是南極洲的山峰，位於維多利亞地，處於庫克里山北坡，海拔高度約900米，在1998年由新西蘭地理委員會命名，現時由南極條約體系管理。